# 노스다운구

노스다운 구의 위치

노스다운구(영어: North Down Borough, 아일랜드어: Buirg an Dúin Thuaidh)는 2015년까지 존재했던 북아일랜드의 옛 구였다. 행정 중심지는 뱅고어이며 면적은 81km2, 인구는 79,900명(2010년 기준), 인구 밀도는 980명/km2이다.

## 구 정보
- 행정 중심지: 뱅고어
- 면적: 81km2
- 인구: 79,900명 (2010년 기준)
- 인구 밀도: 980명/km2
- ISO 3166-2 코드: GB-NDN
- ONS 코드: 95W
- 종교 분포: 천주교 12.6%, 개신교 80.5%